# Al-Shafi‘i (Imam)
Abū ʿAbdullāh Muḥammad ibn Idrīs al-Shāfīʿī (Arabă: ابو عبدالله محمد بن إدريس الشافعيّ‎) a fost un jurist musulman, care a trăit între 767 — 820 (era noastră) / 150 — 204 AH (calendarul islamic). Al-Shafi’i a fost unul dintre cei patru mari Imami, a cărui moștenire juridică și învățături islamice au culminat cu întemeierea uneia dintre principalele școli de jurisprudență islamică sunită, și anume Școala (fiqh sau Madh’hab) Shafi’ită.
Școala Shafi’ită a fost predominantă înainte de perioada otomană, astăzi fiind surclasată de școala hanefită. Școala Shafi’ită este preponderentă astăzi în Indonezia, Malaezia, Filipine, Africa Orientală, și prezentă, într-o măsura mai mică în Egipt, Caucaz, Kurdistan, Asia Centrală, Yemen și Palestina.
Mormântul Imamului Al-Shafi’i se află la Cairo.

### Biografie

#### Introducere
Biografia Imamului Al-Shafi’i este dificil de stabilit cu exactitate. Dawud al-Zahiri este considerat drept primul autor al unei astfel de biografii, însă manuscrisul său a fost pierdut. Cea mai veche biografie existentă a Imamului Al-Shafi’i îi este atribuită lui Ibn Abi Hatim al-Razi (m. 327AH/939) și conține în fapt o serie de anecdote. Prima biografie reală a Imamului a fost scrisă de Ahmad Bayhaqi (m. 458AH/1066), însă și aceasta include legende de sorginte teologică.

#### 767 – 786: Perioada de la Al-Mansur pâna la Al-Hadi
Al-Shafi’i a aparținut clanului Banu Muttalib (Quraishy), trib înrudit cu Banu Hashim (căruia i-a aparținut și Profetul Mohammad).
Al-Shafi’i s-a născut în Gaza, lângă orașul Asqalan. În timpul copilăriei, tatăl său a murit în Siria și mama sa a decis din această cauză ca cei doi să se mute la Mecca, pe cand Al-Shafi’i avea doi ani. Rădăcinile familiei sale materne erau din Yemen, însă cea mai mare parte a familiei sale se găsea la Mecca. Al-Shafi’i se pare ca a studiat cu Muslim Ibn Khalid az-Zanji, Muftiul de la Mecca la acea perioadă.
Al-Shafi’i s-a mutat ulterior la Medina, pentru a își desăvârși studiile islamice, conform obiceiului la acea vreme. La Medina, a studiat cu faimosul Imam Malik ibn Anas.

#### 786 – 809: Perioada luiHarun al-Rashid
După perioada petrecuta la Medina, Al-Shafi'i se pare ca a trăit la Mecca și Bagdad până în anul 814/198AH. Câțiva dintre profesorii săi de la acea vreme au fost Malik ibn Anas și Muḥammad ibn al-Ḥasan al-Shaybānī.
Al-Shafi'i a fost numit judecător în Najran în perioada lui Harun al-Rashid. Biografii săi povestesc că datorită devotamentului său pentru justiție, care uneori necesita critici adresate guvernatorului, Al-Shafi'i a atras antipatia unora din conducătorii vremii, și a fost pe nedrept acuzat că ar fi facilitat o revoltă a Alawiților. În consecință, a fost înlănțuit și adus înaintea Califului la Raqqa, în 803/187AH. Judecător șef era la acea vreme Shaybānī, iar pledoaria de apărare a acestuia, dublată de elocvența propriului discurs de apărare a lui Al-Shafi’i l-au convins pe Harun al-Rashid de nevinovăția acuzatului. Harun al-Rashid l-a autorizat pe Shaybānī sa îl stabilească pe Shafi'i la Bagdad, acolo unde Shafi’i a dezvoltat primul său madh'hab, influențat atât de învățăturile lui Imam Abu Hanifa cât și cele ale lui Imam Malik. Școala lui Al-Shafi’i de la Bagdad este cunoscută drept “al Madhab al Qadim lil Imam as Shafi’i” sau “Vechea Scoală a lui Al-Shafi’i”.
Al-Shafi’i a părăsit Bagdadul în 804/188AH, posibil datorită faptului că anumiți credincioși Hanafi i s-au plâns lui Shaybani de faptul că Shafi'i devenise oarecum critic în disputele teologice de jurisprudență Hanefită. Ca rezultat al situației anterior menționate, Shafi'i și Shaybani au participat la o dezbatere în legătură cu diferențele lor de abordare teologică, dar există încă dispute privitor la cine a prevalat în acea dezbatere. După un timp petrecut la Mecca, Shafi’i s-a reîntors la Bagdad în 810/194AH.

#### 809 – 820: Perioada de la Al-Amin până la Al-Ma'mun
Califul Al-Ma’mun se spune ca i-ar fi oferit lui Shafi’i un post de judecător, ofertă pe care acesta a refuzat-o. În 814/198AH, Shafi'i decide să plece din Bagdad spre Egipt, deși motivele exacte ale acestei decizii sunt incerte. Abia în Egipt Al-Shafi’i pune bazele înregistrării scrise a opiniilor sale teologice. Câțiva dintre discipolii săi au fost însărcinați cu redactarea a ceea ce avea să devină mai târziu lucrările de baza ale madh’habului Shafi’it.

#### Moartea
Deși dispute încă mai există cu privire la cauza morții sale, una dintre biografiile Imamului Al-Shafi’i menționează faptul că acesta a murit datorită rănilor provocate în timpul unui atac realizat de un suporter al lui Maliki, pe nume Fityan. Povestea spune că Shafi'i a triumfat în argumente teologice asupra lui Fityan, care în aceste condiții a recurs la a se răzbuna. Guvernatorul Egiptului, care fusese în relații apropiate de Al-Shafi’i, a ordonat pedepsirea aspră a lui Fityan. 
Al-Shafi’i avea 54 de ani la moartea sa, care a avut loc pe data de 20 ianuarie 820/204AH în al-Fustat, Egipt, și a fost îngropat în Banū ‘Abd al-Hakam, lângă Muntele al-Muqattam. Mausoleul care adăpostește mormântul lui Al-Shafi’i a fost construit în 1212/608AH de Ayyubid Al-Kamil.

### Moștenire juridică

#### Principii de jurisprudență Shafi'ită
Școala Shafi’ită recunoaște autoritatea a cinci surse de jurisprudență islamică. Acest madh’hab se bazează pe următoarele surse de legislație islamică:
- Coranul
- Sunna (hadithurile): [Shafi’i consideră Coranul și sunna la fel de infailibile. Sunna nu putea abroga Coranul după cum nici Coranul nu putea abroga sunna.[2]
- Qiyas (raționamentul prin analogie): În special în situațiile în care cei abilitați erau confruntați cu o situație noua: ei trebuiau astfel să găsească un element similar cu un altul al unei situații asupra căreia se luase deja o decizie.[2]
- Ijma’ (consensul): Acceptat dar nu privilegiat. Deși Al-Shafi’i însuși a enunțat acest principiu în termeni mai generali, gânditori ulteriori au enunțat principiul într-un mod relativ diferit de cel al imamului, și anume: singurul Ijma’ valabil fiind cel al învățaților, al celor competenți să practice ijtihadul, dintr-o anumită perioadă.[2]
- Ijtihad (raționament independent)

Școala Shafi’ită respinge alte două surse ale Sharia, acceptate în alte madh’haburi sunite, și anume: Istihsan (deducția logică sau preferința personală a teologilor islamici) și Istislah (interesul public).

#### Texte principale
Lui Al-Shafi'i îi sunt atribuite mai mult de 100 de lucrări.
- Al-Risala - Textul cel mai important pentru Școala Shafi'ită este Kitab al-Risāla Fī Uṣūl al-Fiqh(sau Kitāb al-Risāla), (Comunicare, Mesaj, Scrisoare), cea mai importantă culegere a lui Al-Shafi'i. Aceasta descrie principiile principale ale jurisprudenței Shafi'ite. Al-Risala a devenit o operă importantă și pentru alte fiqh uri sunite, fiind considerată cel mai vechi text arab de teorie juridică islamică.
- Kitab al-Umm - Textul cel mai important de fiqh Shafi'i care a supraviețuit timpului
- Musnad ash-Shafi'i (despre hadith)

Adițional, Al-Shafi'i a fost un poet elocvent, care a compus multe poeme scurte abordând subiecte precum morala și comportamentul adecvat.

### Personalități Shafi'ite marcante
- Al-Ghazali
- Yahya ibn Sharaf al-Nawawi
- Jalaluddin Al-Suyuti
- Fakhr al-Din al-Razi
- Ibn al-Nafis
- Ibn Kathir
- Saladin
- Nizam al-Mulk
- Hakim al-Nishaburi
- Ibn Hajar Asqalani